# 우자강구

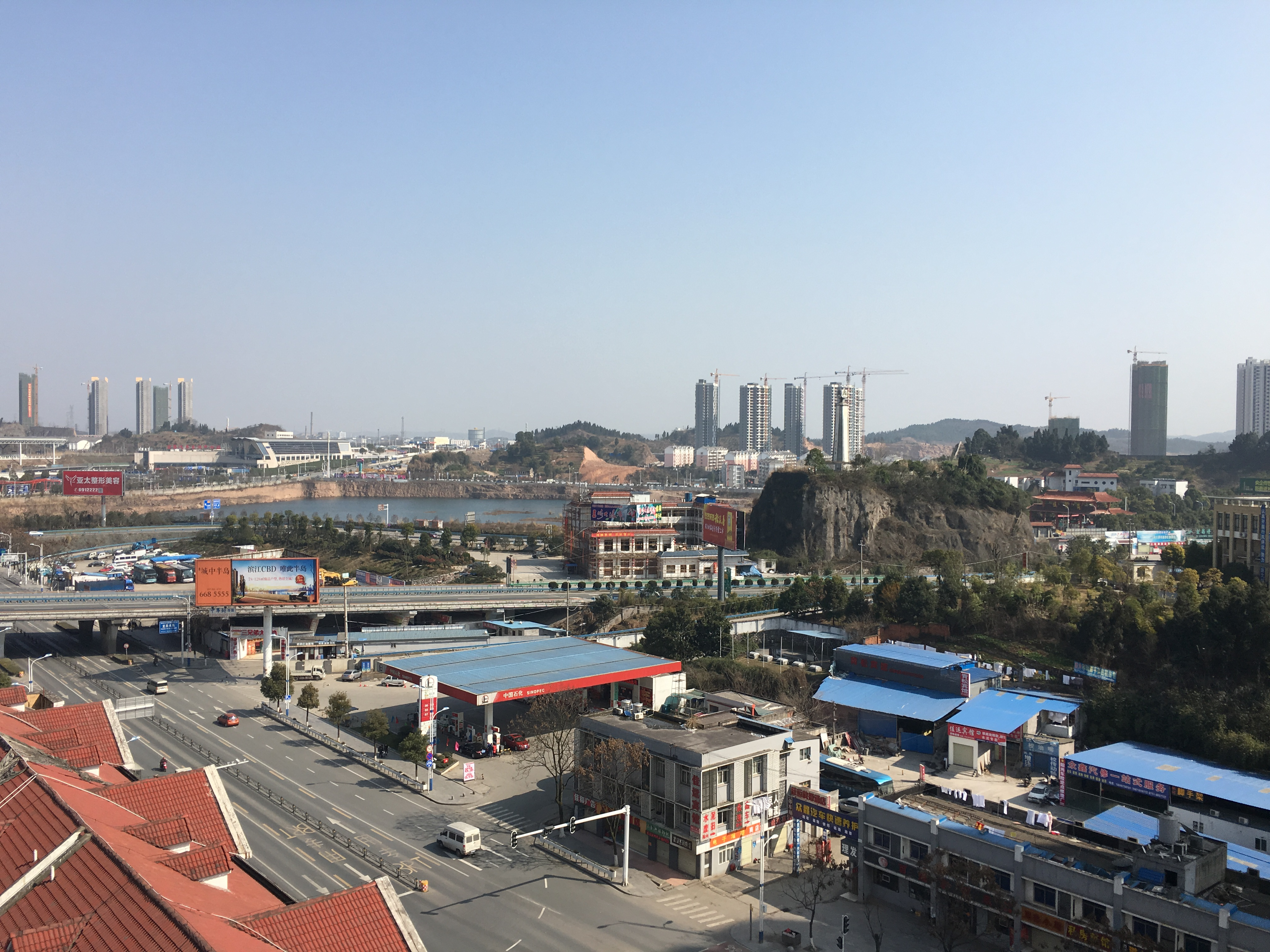

우자강구(한국어: 오가강구, 중국어: 伍家岗区, 병음: Wǔjiāgǎng Qū)는 중화인민공화국 후베이성 이창 시의 현급 행정구역이다. 넓이는 69km2이고, 인구는 2007년 기준으로 150,000명이다.

## 행정 구역
4개 가도, 1개 향을 관할한다.
- 가도: 万寿桥街道, 大公桥街道, 宝塔河街道, 伍家岗街道.
- 향: 伍家乡.